# Кашина
Кашина (итал. Cascina) је насеље у Италији у округу Пиза, региону Тоскана.
Према процени из 2011. у насељу је живело 40512 становника. Насеље се налази на надморској висини од 7 м.

## Становништво
| 1931.  | 1936.  | 1951.  | 1961.  | 1971.  | 1981.  | 1991.  | 2001.  | 2011.  |
| ------ | ------ | ------ | ------ | ------ | ------ | ------ | ------ | ------ |
| 27.112 | 27.941 | 29.368 | 31.018 | 33.282 | 35.431 | 36.301 | 38.359 | 43.833 |